# Herman Lundin
Herman Nikolaus Lundin, född den 3 januari 1860 i Jönköping, död den 31 maj 1908 i Göteborg, var en svensk ämbetsman.
Lundin blev student vid Lunds universitet 1878 och avlade examen till rättegångsverken där 1882. Han blev vice häradshövding 1885, vice auditör vid Skaraborgs regemente 1886, landskanslist i Skaraborgs län samma år, länsbokhållare där 1889 och kronofogde i Mellansysslets fögderi 1895. Lundin var tillförordnad landskamrerare i Värmlands län 1895–1900 och landskamrerare i Göteborgs och Bohus län från 1900. Han blev riddare av Nordstjärneorden 1905.